# Eduard Hanslick
Eduard Hanslick (født 11. september 1825 i Prag, død 6. august 1904 i Baden ved Wien) var en østrigsk musikvidenskabsmand og en af sin tids mest indflydelsesrige musikkritikere.
Hanslick huskes i dag næsten udelukkende for sin deltagelse i tidens måske vigtigste musikalske strid. Han var stærk fortaler for den klassisk-romantiske skole, som bestod af Brahms, Clara og Robert Schumann og søskendeparret Fanny og Felix Mendelssohn. På den anden side i striden stod den nytyske skole med Liszt, Wagner, Bruckner, Mahler og Hugo Wolf.
Hanslick virkede i Wien, som var en af musikkens hovedstæder, og han var uhyre flittig som skribent og havde en meget stærkere position, end hans musikalske indsigt vel egentlig berettigede ham til. Derfor fik hans skriverier så stor gennemslagskraft, at Bruckner og Mahler først i 1960'erne for alvor kom på koncertrepertoiret igen, og Liszt først inden for de seneste årtier er ved at nå anerkendelse som komponist.[kilde mangler]